# 储蓄
储蓄，是指从收入中不用于消费或将其延遲消費而结余出的一部分资金，存放于在银行开设的个人账户内，经过一段时间后可获得利息的个人理财方式。儲蓄方法包括把金錢存入銀行作存款，或者儲起作退休計劃，也包括減少支出，例如節省經常性開支。從個人財務策劃的角度來説，儲蓄特指低風險保存資金，例如使用存款戶口累積資產，而非進行較高風險的投資。
對於什麽才算作儲蓄，仍存在爭議。例如，個人收入一部分用於償還按揭貸款，而非即時消費，這可能符合儲蓄的廣義，但未必每個人也同意償還貸款是一種儲蓄行爲，因爲那筆還款金額已非歸屬個人所有。在美國，計算國民生產總值時，一般不把利息還款算作“儲蓄”，除非應收的機構和個人把該筆款項儲起。英國經濟學家凯恩斯提供一個有關儲蓄的簡單定義：儲蓄的意義是收入超過其被用之于消費的部分。
“儲蓄”（Saving）和“存款”（Savings）是兩回事。前者指一個人的資產淨值增加，而后者則指一個人資產的一部分，通常是活期或者定期儲蓄戶口的存款，或者一個人的全部資產。儲蓄是一種持續發生的活動，一種現金流的變化；存款是可以在任何一刻存在的事物，是關於現有儲藏物的變化。

## 儲蓄與投資
儲蓄與投資是密切相關的。儲蓄以停止購買消費性物品和服務為代價，讓累積的資源改爲投資于生產固定資本，例如存貨或者機器。因此儲蓄對於固定資本的增加非常重要，它主要支配經濟增長。古典經濟學家相信個人淨收入會用於儲蓄和消費兩大用途，而儲蓄又會最終轉化成投資，他們相信儲蓄量和投資量總會相等。
當中，儲蓄是消費者的行爲，投資是企業家的行爲。
然而，按照凱恩斯的觀點，儲蓄增加並不和投資增加的量一致，因爲這個結論是以薩伊定律為基礎，但他相信薩伊定律並不正確。如果儲蓄是收藏在床下或者跟金融中介人無關的其他地方，這就沒有機會讓這些儲蓄量循環用於商業上的投資，凱恩斯指出，資本不足以致沒有足夠的資本去支撐後續的投資活動，説明資本邊際效率不足。這表示儲蓄或許增加，投資卻沒有相應增加，可能導致需求上的落差，這些皆反映在存貨的堆積、生產的中斷、收入減少和失業，最終導致經濟衰退。如果落差是由儲蓄低於投資所造成，從短期來説，它可引起總需求的增長和經濟繁榮。反之，長期的儲蓄低於投資，則會令投資減少和削弱將來的經濟增長，未來的經濟增長是以前述的現有即時消費來增加投資所創造。但是，只要儲蓄存入政府或者中央銀行(對后兩者來説，這是一種貸款)，資金就可以循環流通在經濟體系之内。
凱恩斯相信，透過政府運用財政政策和貨幣政策，儲蓄和投資的數量可以相等。
在原始的農業經濟，儲蓄可以表現為持有最佳品質的玉米收穫，作為下一耕種季節所需的玉米種子。一旦作物被完全消耗，農業經濟將退步至打獵和採集的生產形式。

## 現在和將來的消費
早期的一些經濟學家，將儲蓄稱之爲“節制”或“等待”，意即現在人們抑制自己的消費欲望，將購買力留待以後或者取消追求滿足這種欲望。凱恩斯指出，個人進行儲蓄的行爲與將來的消費決策毫無關係可言，縱使今天的決策為取消消費，並不代表他一定會在將來的時期進行另一筆消費彌補今日的忍慾。

凱恩斯說：
|  | 它並不是用將來的需求來代替今天的消費需求——而是單純減少今天的需求。 |

而且，將來的消費在多大的程度上取決於現在的消費的經驗，產生的結果便是對消費品的需求減少，對投資的需求也會減少。要將今天減少的需求在以後補回，消費者就必須有意識把儲蓄當作對將來消費的預備。消費的延期對就業量仍然存在不利的影響，就業始終需要滿足現在的消費支撐。
|  | 儲蓄僅僅代表得到“財富”的欲望，即想要得到一種能在任何時間消費任何物品的能力。 |

## 儲蓄的動機
凱恩斯認爲利息率能衡量貨幣持有者不願意放棄流動性的程度。
流動性偏好可區分為三種類別：
1. 交易動機：個人或業務上的交易而引起的對現今的需要。
2. 謹慎動機：爲了安全起見，把全部的資產一部分以現金的形式保存起來。
3. 投機動機：個人相信自己比他人對將來的行情具有較精確的估計並企圖從中牟利。

后兩類動機構成人們持有儲蓄存款的理由。利息會加強持有存款的動機。交易動機和謹慎動機只有一般經濟活動和收入的實際水平才能改變；投機動機則受利息率變動的影響而改變。關鍵在于，利率的不確定性促使人們爲了投機動機而儲蓄現金，避免因爲欠缺貨幣流動性而錯失的獲利機會及產生經濟損失。

### 利率
古典經濟學假設利率會自動調節以平衡儲蓄和投資，避免一般過量生產造成的存貨堆積。儲蓄的上升會導致利率的下降，刺激投資活動。古典經濟學家的利息理論就是運用供給和需求模型解決問題，把均衡利率代替均衡價格、貨幣數量表作X軸、利率表作Y軸。
但是凯恩斯認爲不僅儲蓄，還有投資也不會對利率變化敏感，言下之意就是兩者的無利率彈性，所以需要另一個較大的利率（不是利息率）去吸引個人的儲蓄變成新的投資，這就是資本邊際效率。還有，儲藏貨幣的供給和需求決定了短期利率，凱恩斯強調儲藏貨幣是投資者放棄流動性，因此投資者有權要求收益，目的在於透過利率平衡儲藏總量等於既存的現金總量。因此，長時間儲蓄量超過投資量，產出一般過剩和經濟不景氣便會發生。
美國經濟學家阿爾文·漢森對此作出補充和解釋。
漢森指出，人們會爲了管有貨幣的流動性而甘願犧牲較低的利率回報，這時貨幣需求的利率無彈性。相反，利率為高的時候，人們對貨幣的交易需求和謹慎需求將隨利率而改變，貨幣需求的利率彈性將會變動，由接近無彈性開始增加。他說：“所以除非利率很高，人們爲了交易和謹慎需要而願意持有現金的數額，不至大受利率的影響。”

### 儲蓄傾向
儲蓄傾向包含了兩個概念，分別是平均儲蓄傾向(average propensity to save，APS)和邊際儲蓄傾向(marginal propensity to save，MPS)。兩個概念名稱上接近，但是實質上的意義卻完全不同。
平均儲蓄傾向的意思是每一收入水平下的儲蓄和收入的比例。例如某人一個月的可支配收入為$10000，他儲蓄當中的$4000，每個月依次比例分配其儲蓄額，他這一年的平均儲蓄傾向為0.4。
平均儲蓄傾向公式：{\displaystyle APS={\frac {S}{Yd}}}
邊際儲蓄傾向是可支配收入減去邊際消費傾向的餘額，也可理解為每一增加的收入，用於儲蓄的比例。例如某人由於工作表現良好，每個月皆獲得任職機構發放花紅獎賞，
每月數額為$5000，某人每個月都會把花紅的八成用於消費用途。忽略他原來收入的分配，他現時的邊際儲蓄傾向就是0.2。
邊際消費傾向公式：{\displaystyle MPS={\frac {dS}{dYd}}}
不論平均儲蓄傾向，或者邊際儲蓄傾向，他們總是和相對立的概念：平均消費傾向和邊際消費傾向，兩組數值有著總和是一的關係。儲蓄和消費始終是收入僅有的兩條出路。個人的收入不是用于消費，便是用於儲蓄，於是經濟學家有時候使用“負儲蓄”一詞表示消費的意思，主要是形容個人無任何可支配收入，因此不可能進行儲蓄，只有淨支出于消費上。

### 節儉悖論
節儉悖論，也稱“節儉的矛盾”，它是一種個人決策和社會利益不一致的情況。
人們一般相信節儉是一種美德，因而盡量儲蓄、積蓄個人財富。但是人們儲蓄越多、便會導致經濟體系内部有效需求不足，無法產生足夠的消費能力去消化社會現存的生產能力，導致產出減少，繼而企業必須解雇部分工人、縮減生產規模，造成部分生產要素閒置。隨著失業的增加，社會更加沒有消費能力去吸納潛在的生產能力，於是整個經濟體系陷入惡性循環。
如果把經濟體系的國民收入比喻為水流，它們的流通如一個循環供水系統内水流不斷循環，周而復始。儲蓄就如流通通道上的一個缺口，水流經過的時候會漏出，即是當中的國民收入從流通過程中漸次減少，人們持有的購買力隨著儲蓄的增加越來越少，最終水流便滲漏清光。爲了使水流繼續，必須創造另一缺口注入另外同等數量的水，此缺口代表投資。新增的投資等於漏走的儲蓄，經濟體系便恢復均衡，系統内的水流便保持過去一貫的水平，不致使循環的國民收入總量出現變化，導致經濟衰退。
按此邏輯推論，奉行凱恩斯主義的經濟學家相信，人們過度儲蓄會導致不利社會經濟發展的情況。

## 個人財務策劃的儲蓄
從個人財務策劃的角度來説，儲蓄的行動和名義上保存金錢留待將來使用是同一件事。儲蓄戶口一般會支付利息給存戶，補償他們持有貨幣滿足將來的需要。例如，作為一筆應急的基金，進行資本物品的購買：汽车，房屋，假期；或者轉移和支付給他人，例如孩子、稅單。
把資金用於購買股票、投資集成投資計劃、購買任何帶有資本風險元素的資產都可算作投資。這種劃分是重要的，假若實行這些投資計劃的話，投資牽涉的風險可引起資本損失，而不像較保守的現金存款。現金存款戶口通常都是最低風險。美國的所有銀行都為其下的存款金額準備存款保障，一般都屬於聯邦存款保險公司(FDIC)發出的保險。在極端的例子裏，銀行倒閉可造成存款損失，經濟大蕭條開始的時候便屢見不鮮。但是，聯邦存款保險公司的成立，從此沒有任何存戶遭受因銀行倒閉而引發的存款損失。
在許多情況下，儲蓄和投資的字眼是可以互換使用。舉個例子來説，很多存款戶口基於市場營銷目的而被銀行標榜為投資戶口，例如客戶只需要簽署一份授權書，銀行便可安排客戶的投資戶口和儲蓄戶口挂鈎，當客戶需要進行金融投資並向銀行發出買賣指令，銀行便會把所需款項從儲蓄戶口扣除；當客戶選擇變賣其持有的金融資產，銀行結算后便把款項自動存入客戶的儲蓄戶口，儘管整個程序在法律上仍然視爲獨立的兩個戶口的資金往來。投資者應該清楚自己的資產哪部分才是真正的儲蓄，換言之，就是以現金或者貨幣形式持有的那部分。否則，若果投資佔較大的個人資產比例，可造成個人資產價值的劇烈波動。

### 差額分析
財務策劃師搜集和審視客戶的財務資料的時候，必然關注客戶現行的儲蓄，不論該筆款項寄存在銀行、信用合作社或其他財務機構，還是一些屬於私人備用而儲藏的金額。這些金錢對客戶至關重要，財務策劃師透過和客戶面談，辨別其目前面對的財政目標，就必須安排如何運用現有儲蓄。客戶現有的儲蓄，代表可動用的財政資源，一旦能夠遵照適當的投資建議和資產配置選擇，這一筆款項或能在歷經一段中長期的時間后，獲得切合財政目標的一筆本金及投資收益，在需要的時候滿足財政願望。
將現有可運用的資源透過適當的資產配置策略賺取回報，建立能符合期望的儲備基金，稱爲差額分析（Gap Analysis）。
可見，財務策劃不但關心客戶的投資及相關回報，而且對儲蓄的分析和使用也佔有一席重要的地位。

### 低風險選擇
財務策劃主張客戶藉著儲蓄作爲達成其儘快完成財務目標的辦法，因爲儲蓄的風險不高且不多，主要的内在風險為財務機構的倒閉風險，很多地區如香港和美國已經設立存款保障制度，保護客戶的利益。外在的風險包括經濟未來走勢、貨幣幣值轉變、通貨膨脹情況等等。儘管如此，財務策劃師仍鼓勵客戶增加其儲蓄額度和頻率，務求恰當準備客戶的多種財政儲備計劃應付償還各類貸款，如子女升學貸款、房屋按揭貸款、信用卡還款，甚至設計可行的客戶的退休策劃方案，讓客戶得以享受其所希求的退休生活標準，還有幫助客戶準備好其遺產策劃，凡此種種衆多財務目標，帶有低風險和穩定性特點的儲蓄便是最有效和快捷的財富累積手段。

## 腳註
1. ↑  "Random House Unabridged Dictionary." Random House, 2006
2. ↑  凱恩斯. . : 第68頁.
3. ↑  凱恩斯. . : 第82頁.
4. ↑  凱恩斯. . : 第70–71頁.
5. ↑  凱恩斯. . : 第70頁.
6. ↑  凱恩斯. . : 第117頁.
7. ↑  凱恩斯. . : 第32頁.
8. 1 2  “如果一個人把他的儲蓄以現款的形式儲藏起來，雖然他的儲蓄量和不以此方式保存的儲蓄量完全相同，他卻賺取不到任何利息。”凱恩斯. . : 第170頁.
9. ↑  資本邊際效率是一個貼現率，透過這個貼現率，“資本資產的壽命期間所提供的預期收益的現在值能等於該資本資產的供給價格”。通俗的意思就是，資本邊際效率是一種能滿足資本供應者預期的回報率，使他願意貸出資本，而這個回報率必須超過無風險利率。凱恩斯. . : 第139頁.
10. ↑  納索·威廉·西尼爾. . : 第二篇第二章第二節.
11. ↑  “爲了累積資本，人們必須未雨綢繆；他們必須‘等待’和‘節省’，他們必須為將來而犧牲現在。”馬歇爾. . : 第二篇第四章第八節.
12. 1 2  凱恩斯. . : 第271頁.
13. 1 2  凱恩斯. . : 第272頁.
14. ↑  凱恩斯. . : 第174頁.
15. ↑  凱恩斯. . : 第201頁.
16. 1 2  凱恩斯. . : 第202頁.
17. ↑  凱恩斯. . : 第183頁.
18. ↑  凱恩斯. . : 第178頁.
19. ↑  漢森. . : 第113頁.
20. ↑  漢森. . : 第114頁.
21. 1 2  香港管理專業發展中心 編. . : 第171頁.